# بوشر
 شهرستان بوشر  (به عربی:  ولایة بوشر ) یکی از شهرستان‌های استان مسقط در کشور پادشاهی عمان است.
این شهرستان بین کوه و دریا و از سمت جنوب غربی شهرستان مطرح واقع شده‌است ودارای ۴۳ آبادی وشهر وروستا می‌باشد که به شرح زیر می‌باشد: «شهر بوشر»، «الخویر»، «الغبرة»، «شهرک سلطان قابوس»، «العذیبة»، «غلا»، «مرتفعات مدینة الإعلام»، «الصاروج» (ساروج)، «الأنصب»، «الحمام»، «العوابی»، و «المسفاه».
پیشینه تاریخی  بوشر  به دوران هزاره دوم قبل از میلاد بر می‌گردد. و از معالم برجسته وتاریخی این استان «البیت الکبیر» یا «بیت السیدة ثریا» می‌توان نام برد، همچنین چند قلعه تاریخی نیز در این استان پابرجا مانده که شاهد قدمت این شهرستان می‌باشد.

## جمعیت
بر اساس سرشماری سال ۲۰۱۰ میلادی جمعیت شهرستان بوشر ۱۹۲٬۲۳۵ نفر بوده‌است.
مردم این روستا از نژاد عرب و از اهل سنت از شاخه مالکی هستند، پیشه مردم کشاورزی است و۹۰ در صد از محصولات زراعتی از آب قنات «الأفلاج» آب یاری می‌شود.